# Oeros

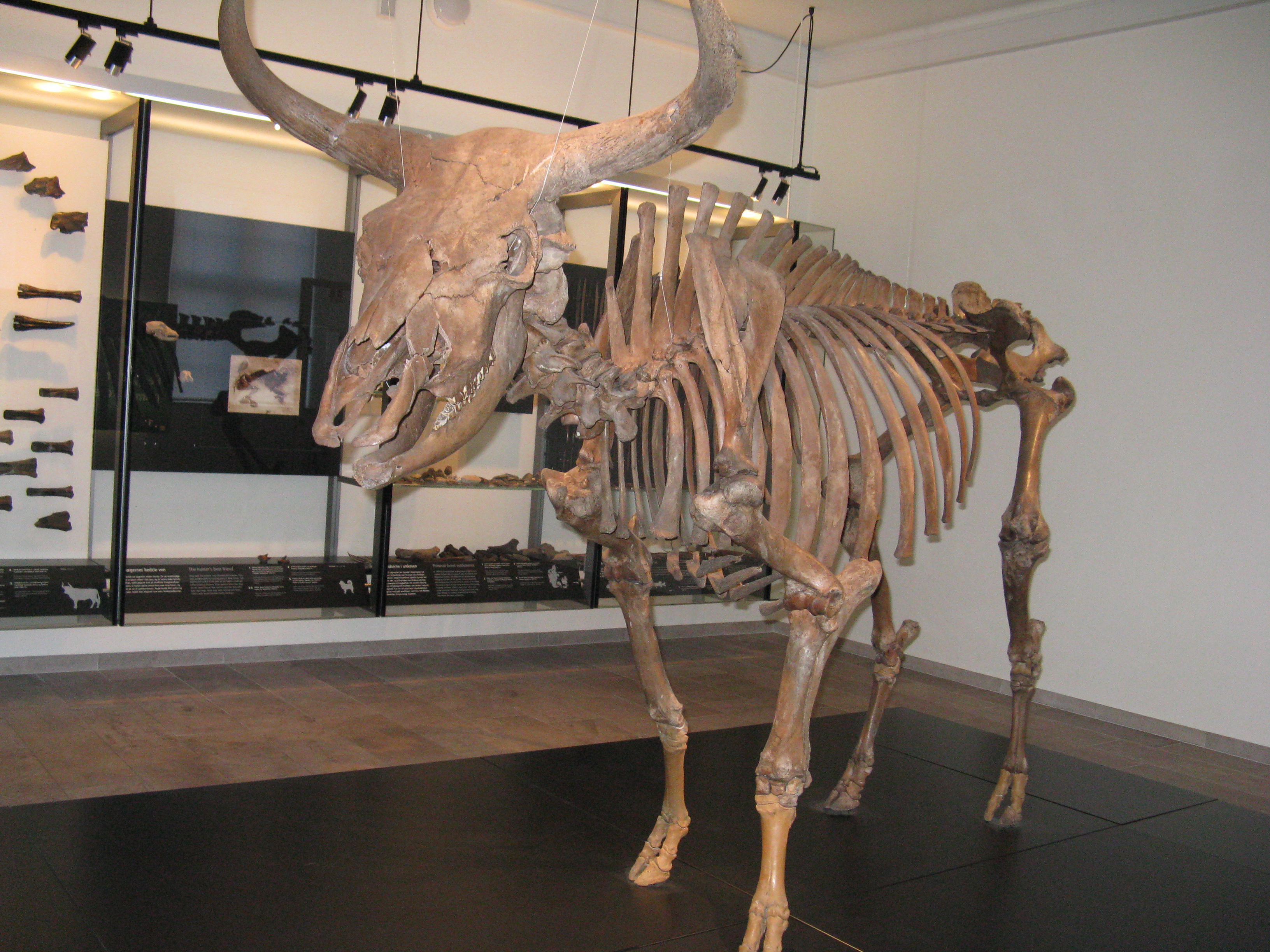
Skelet

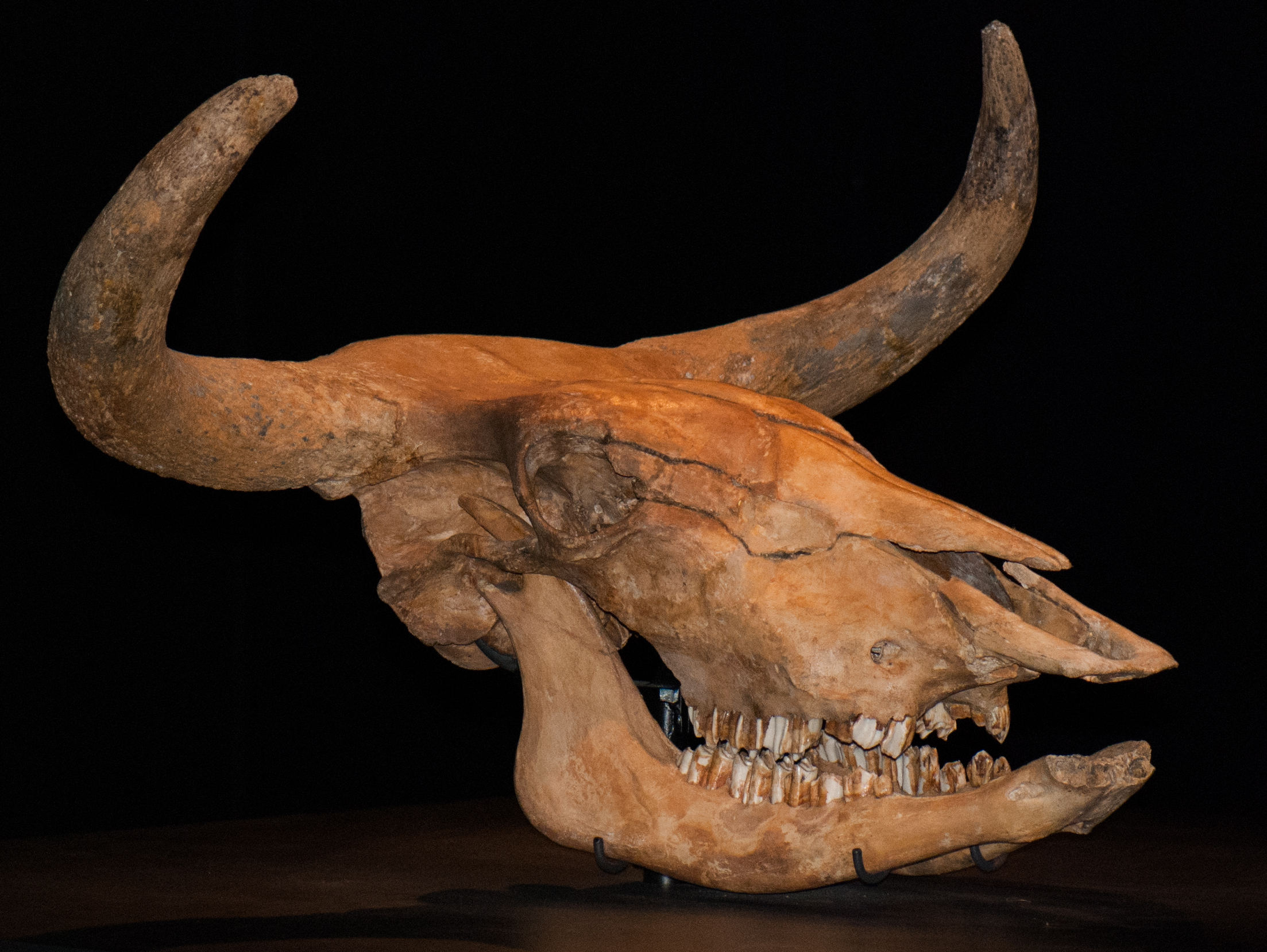
Schedel

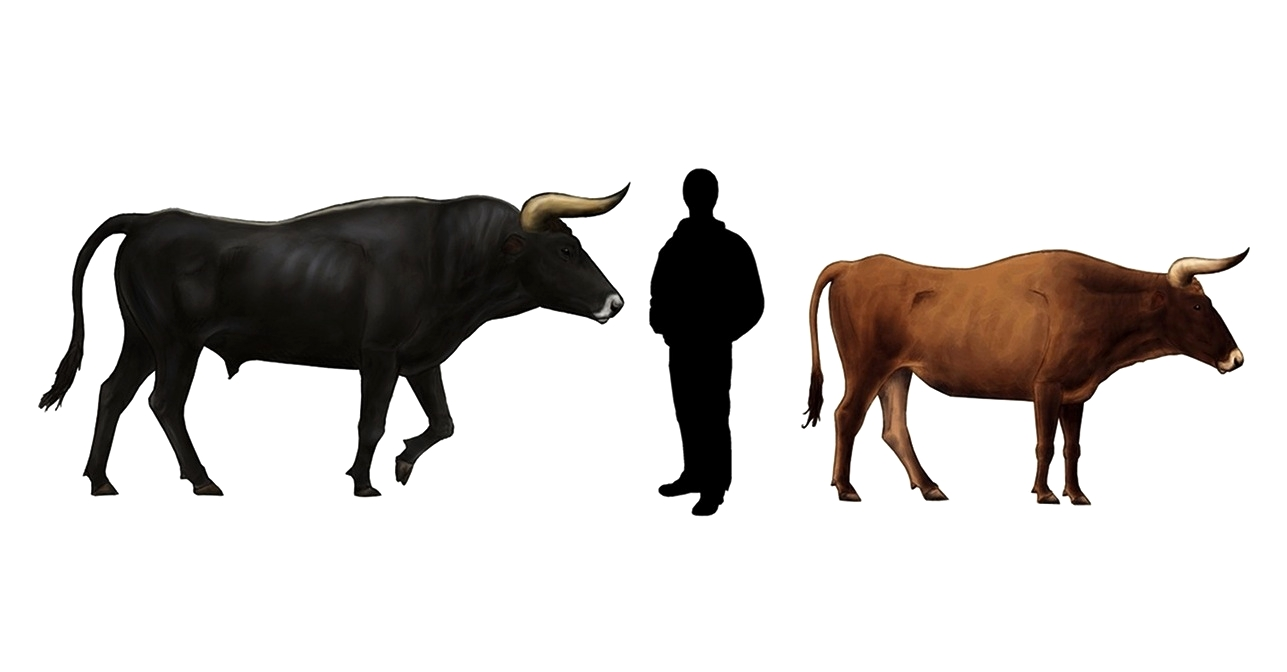
Reconstructie van de oeros

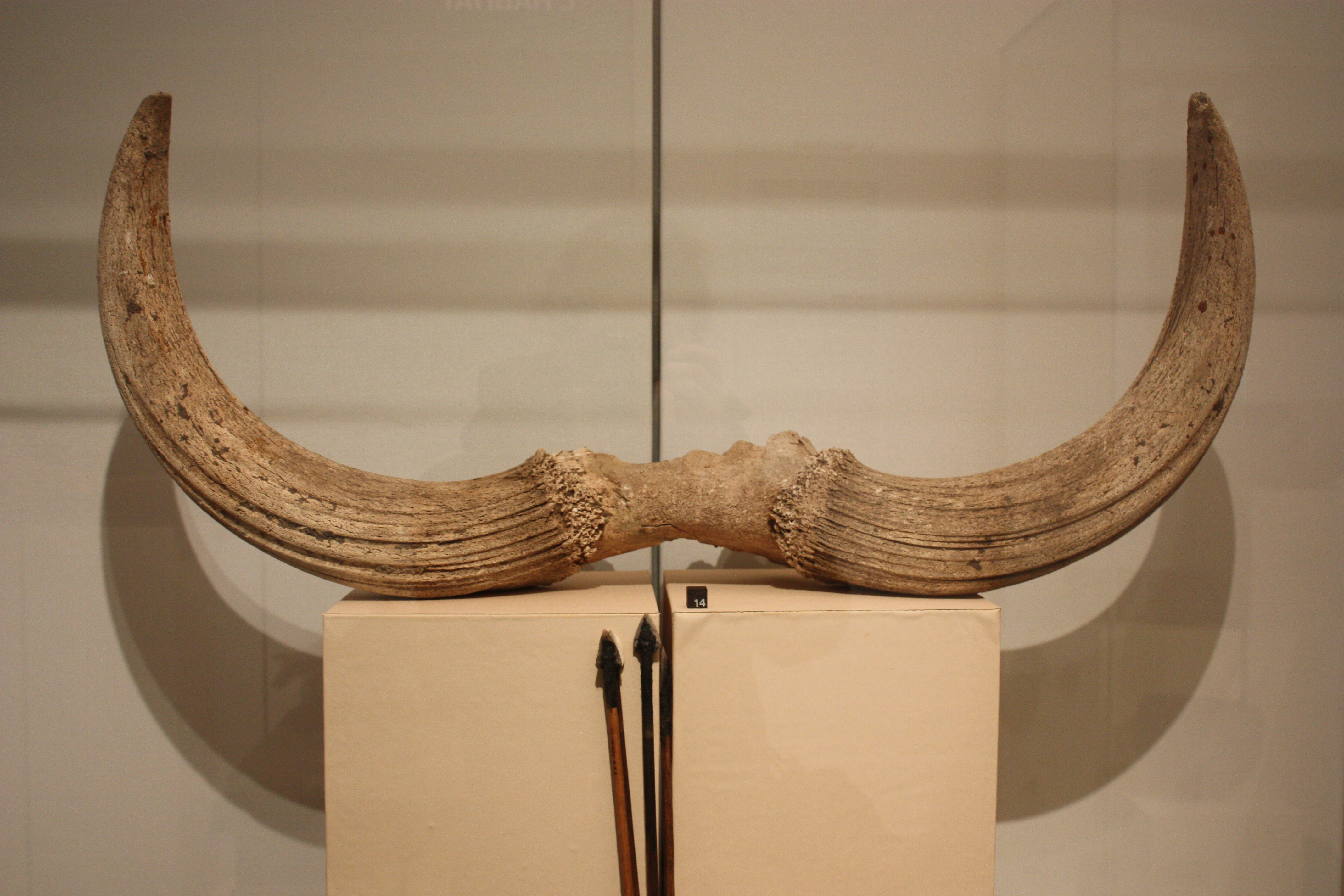
Hoorns

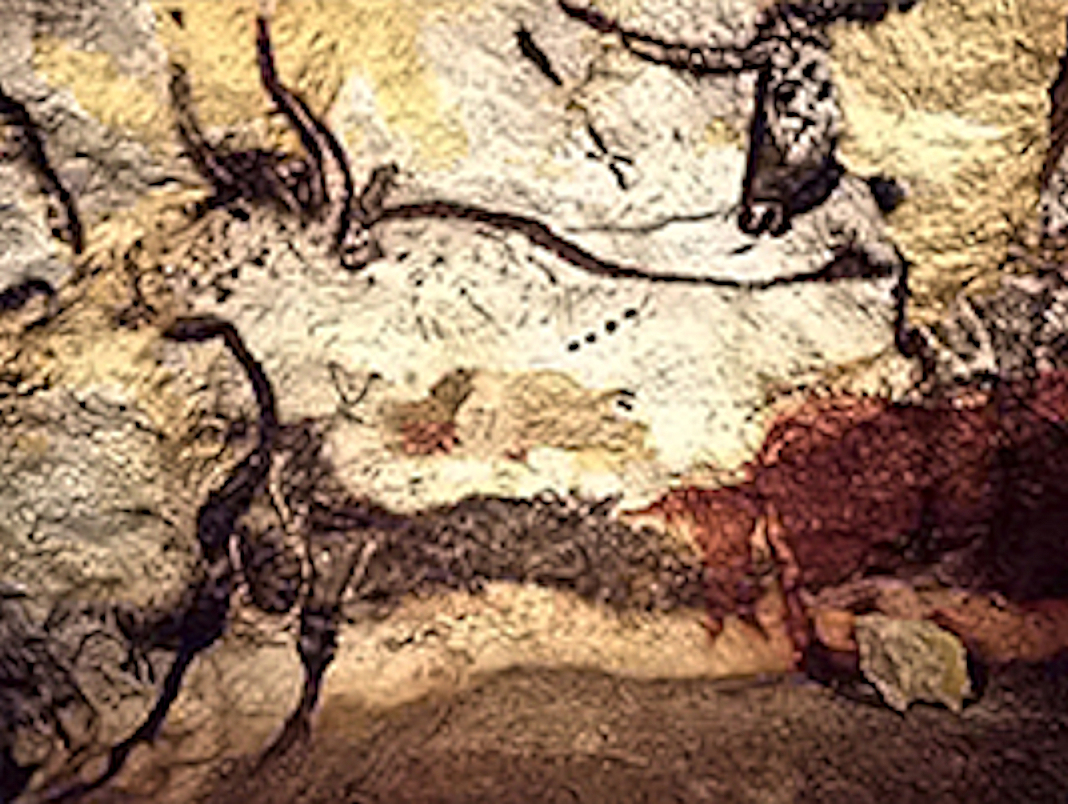
Oeros in de Grotten van Lascaux

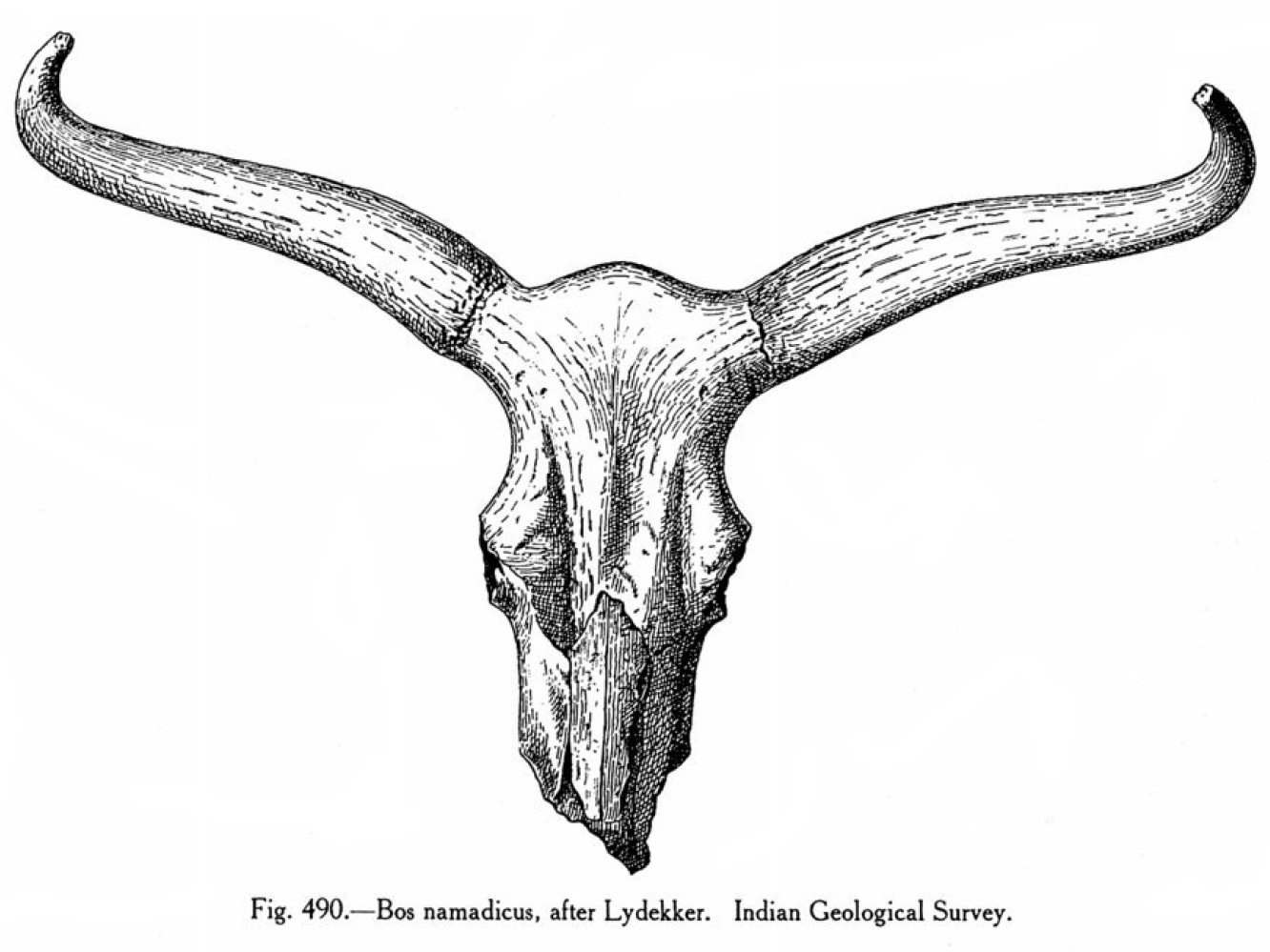
Schedel van Bos primigenius namadicus

De oeros of het oerrund (Bos primigenius) is een uitgestorven wild rund. De tegenwoordige gedomesticeerde huisrunderen stammen af van deze nominaatvorm van de soort.

## Uiterlijk
Hoewel de tegenwoordige huisrunderen van het oerrund afstammen, was het oerrund een stuk groter. De schofthoogte van een oerosstier was waarschijnlijk tussen de honderdzestig en honderdvijfentachtig centimeter en die van de oeroskoe rond de honderdvijftig centimeter. Een volwassen stier woog tot duizend kilogram. Opvallend zijn de kleurverschillen tussen de stier en de koe. Koe en kalf waren roodbruin terwijl de stier zwartbruin tot zwart was, met een smalle lichte aalstreep over zijn rug en een witte ring om kin en neus. 
De hoorns van de oeros waren kenmerkend voor deze soort en stonden naar voren gericht en naar binnen gekromd. Ze waren tot ongeveer tachtig centimeter lang. De vorm van de hoorn kon variëren, zowel wat betreft lengte, dikte, mate van kromming als de stand ten opzichte van het voorhoofd. De uier van de koe was klein en nauwelijks zichtbaar.

## Leefgebied
De oeros leefde ooit in bijna heel Europa met uitzondering van Ierland en het noorden van Scandinavië. Ook een groot gedeelte van Azië en Afrika behoorde tot zijn leefgebied. Hij leefde waarschijnlijk vooral in en bij vochtige, moerasachtige gebieden: moerasbossen, rivierdalen, rivierdelta’s en kwelders. Daarnaast kwam de oeros in Europa mogelijk ook voor in bossen op drogere gronden, maar dat lijkt meer de habitat van de wisent te zijn geweest.
De stieren leefden apart van de kudde met koeien en kalveren. Wanneer de paartijd aanbrak, trokken de stieren naar de kuddes toe om de koeien te dekken. De paartijd viel ongeveer in de nazomer en de jongen werden laat in de lente geboren.

## Voeding
De oeros at in voorjaar en zomer vooral kruiden en daarnaast bladeren van bomen en struiken. In de herfst bestond het dieet overwegend uit bladeren en boomvruchten (zoals eikels) en in de winter uit takjes en bast.

## Geschiedenis
De oeros leefde vanaf de tweede helft van het Pleistoceen in Europa en was afkomstig uit India. Het rund verscheen ongeveer 700.000 jaar geleden in Spanje. In Duitsland zijn de oudste fossielen 275.000 jaar oud. Zowel de neanderthaler als de Europese vroege moderne mens joegen in de prehistorie op dit dier. De moderne mens schilderde al 10.000-20.000 jaar geleden in grotten de jacht op de oeros (en andere dieren). Ook uit het Oude Egypte zijn jachten op het rund bekend van bijvoorbeeld farao Ramses II in 1197-1165 v.Chr. De Romeinen probeerden de dieren levend te vangen voor arenagevechten. In latere tijden werd er ook op de oeros gejaagd omdat hij een bedreiging zou zijn voor de landbouw. Men neemt aan dat dit de oorzaak is dat de dieren zijn uitgestorven. In Europa verdween de oeros in de periode 1200–1400. In Litouwen en Polen heeft de oeros nog het langst bestaan. Men gaat ervan uit dat de laatste oeros in 1627 is gestorven in een klein koninklijk jachtreservaat, de Puszcza Jaktorowska, ongeveer 50 kilometer ten zuidwesten van Warschau. Vanwege haar zeer kleine omvang was de populatie hier al geruime tijd zeer kwetsbaar geweest. In Noord-Nederland verdwenen de laatste oerossen in de 7e eeuw.
Er bestonden drie ondersoorten, Bos primigenius namadicus uit India, Bos primigenius mauretanicus uit Noord-Afrika en Bos primigenius primigenius uit Europa en het Midden-Oosten. Alleen B. p. primigenius heeft tot relatief recente tijden geleefd.

## Terugfokken van de oeros
De Duitse broers Lutz en Heinz Heck hebben in de jaren twintig en dertig getracht om de oeros opnieuw te fokken, uitgaande van enkele primitieve en oorspronkelijk geachte runderrassen. Bij dit door de nazi's (in het bijzonder door Hermann Göring) gesteunde fokprogramma is niet alleen gekeken naar het uiterlijk, maar ook naar de mate waarin de dieren bestand zijn tegen het leven in de vrije natuur, behendigheid en alertheid. Ook agressiviteit was een gewenst kenmerk. Het resultaat, het Heckrund, lijkt waarschijnlijk echter minder op de oeros dan het huidige Spaanse vechtrund. Dit vechtrund zou de meeste gelijkenis tonen met de oeros wat betreft de vachtkleur en de stand van de horens. De hoornvorm en de lichaamsgrootte van het Heckrund wijken af van die van de oeros. Ook vinden we bij Heckrunderen nog vaak recessieve kenmerken afkomstig van tijdens de fok gebruikte Europese huisrunderrassen, zoals vlekpatronen, die bij een nieuwe generatie plotseling zichtbaar kunnen worden.
Aan het eind van de 20e en het begin van de 21e eeuw zijn wederom pogingen gedaan oerosachtige runderen te fokken (Taurusrund (Duitsland, sinds 1996), Taurosrund (Nederland, sinds 2008), Uruzrund (Nederland, sinds 2014), Auerrund (Duitsland, sinds 2015)), waarbij onder meer gebruik is gemaakt van Spaanse en Schotse runderrassen. Deze nieuwe oeros zou meer op de oude oeros moeten lijken dan het Heckrund en geschikt moeten zijn voor diverse Europese natuurreservaten. Bij sommige fokprogramma's was het doel bovendien een minder voor mensen gevaarlijk ras te krijgen dan het Heckrund.

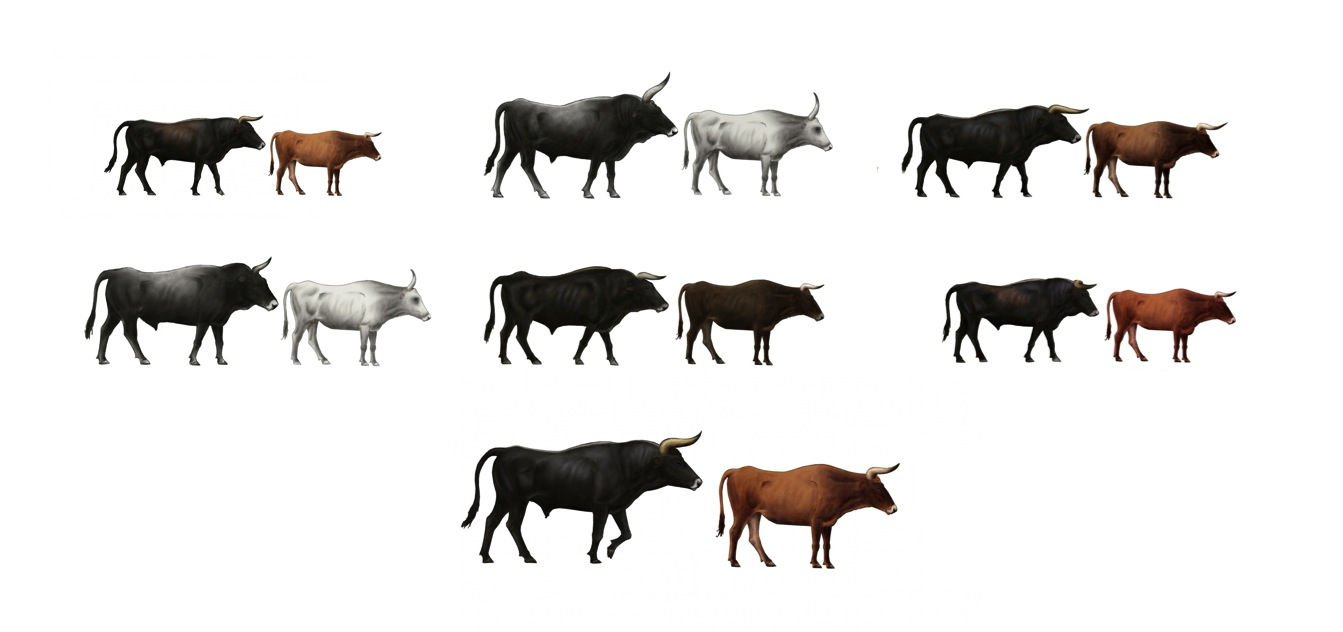
De grondleggers van het TaurOs Project. Bovenste rij van links naar rechts: Limia, Maremmana primitivo, Maronesa. Onderste rij: Podolica, Sayaguesa, Pajuna. Hieronder het fenotypische en ecologische fokdoel, de oerossen.

## Trivia
- In het verhaal Asterix in Hispania wordt de hoofdpersoon door de Romeinen aan een oeros gevoerd, want een leeuw is in Hispania niet beschikbaar. Dit is een verwijzing naar de latere stierengevechten.